# Бобиц
Бобиц (њем. Bobitz) општина је у њемачкој савезној држави Мекленбург-Западна Померанија. Једно је од 91 општинског средишта округа Нордвестмекленбург. Према процјени из 2010. у општини је живјело 2.689 становника. Посједује регионалну шифру (AGS) 13058114.

## Географски и демографски подаци
Бобиц се налази у савезној држави Мекленбург-Западна Померанија у округу Нордвестмекленбург. Општина се налази на надморској висини од 69 метара. Површина општине износи 65,5 km².

## Становништво
У самом мјесту је, према процјени из 2010. године, живјело 2.689 становника. Просјечна густина становништва износи 41 становника/km².